# فولكر شميت
فولكر شميت (بالألمانية: Volker Schmidt)‏ (22 سبتمبر 1978 بهامبورغ في ألمانيا - ) هو لاعب كرة قدم ألماني في مركز الدفاع. لعب مع نادي هامبورغ ونادي هامبورغ 2 ‏.

## وصلات خارجية
- فولكر شميت على موقع قاعدة بيانات كرة القدم.إي يو (الإنجليزية)
- فولكر شميت على موقع بيانات كرة القدم. دي إي (الألمانية)